# Partido Demócrata Popular (Tonga)
El Partido Democrático Popular (PDP) es un partido político en Tonga. Se formó después de una división en el Movimiento por los Derechos Humanos y la Democracia. El partido fue fundado el 8 de abril de 2005 en el Instituto 'Atenisi. Teisina Fuko fue la primera persona elegida para la presidencia del partido en una reunión el 15 de abril de 2005.
El PDP se registró legalmente el 1 de julio de 2005, siendo el primer partido de Tonga en hacerlo.
El partido no ha ganado ningún escaño a la Asamblea Legislativa de Tonga. Actualmente está inactivo sin ningún candidato o representante en la Asamblea.